# 埃爾斯沃思鎮區 (愛荷華州埃米特縣)
埃爾斯沃思鎮區（英語：Ellsworth Township）是位於美國愛荷華州埃米特縣的一個行政鎮區。

## 地方資料
根據2010年美國人口普查的數據，埃爾斯沃思鎮區的面積為77.70平方千米，當中陸地面積為77.70平方千米，而水域面積為0.00平方千米。當地共有人口1192人，而人口密度為每平方千米15.34人。